# Jean Metzinger
Pour les articles homonymes, voir Metzinger.

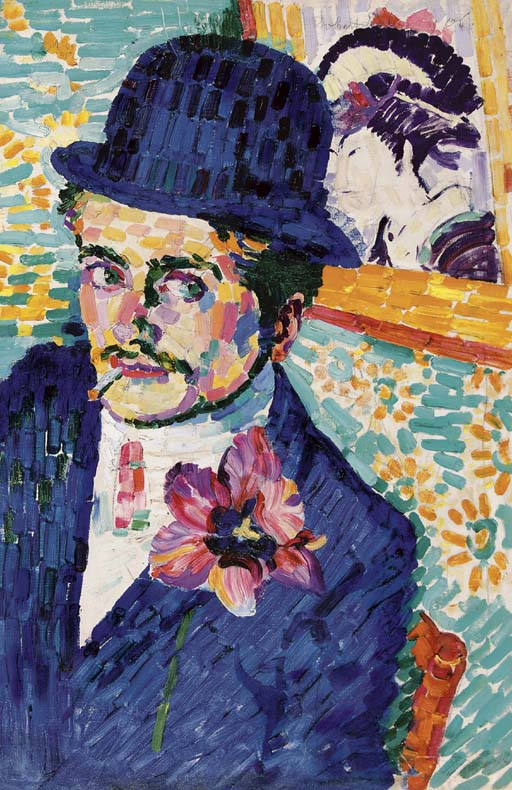
Robert Delaunay, Portrait de Jean Metzinger dit L'Homme à la tulipe, 1906, localisation inconnue.

Jean Metzinger, né le 24 juin 1883 à Nantes et mort le 1er novembre 1956 à Paris, est un peintre, graveur théoricien de l'art, écrivain, critique d'art et poète français.
Ses premières œuvres, de 1900 à 1904, semblent avoir été influencées par le néo-impressionnisme de Georges Seurat et Henri-Edmond Cross. Entre 1904 et 1907, Metzinger a travaillé dans les styles divisionniste et fauviste. À partir de 1908, il a été directement impliqué avec le cubisme, à la fois comme théoricien et artiste du mouvement. Jean Metzinger, en collaboration avec Albert Gleizes, a écrit le premier traité majeur sur le cubisme, Du "Cubisme" (en), en 1912. Metzinger était un membre fondateur de la Section d'Or.

## Biographie
Jean Dominique Antony Metzinger naît le 24 juin 1883 à Nantes dans une famille de militaires. La rue Metzinger à Nantes réfère à son grand-père Charles Henri Metzinger. En 1900, il étudie avec le portraitiste Hippolyte Touront à l'Académie Cours Cambronne à Nantes.  
À vingt ans, il s'installe à Paris pour se consacrer pleinement à la peinture. Il participe à plusieurs expositions qui reflètent les différents courants artistiques auxquels il s'intéresse. Après avoir expérimenté le néo-impressionnisme, le divisionnisme, puis le fauvisme, il peint, à partir de 1908, des œuvres cubistes. Ami de Max Jacob et de Guillaume Apollinaire, dont il réalise le portrait en 1910, Jean Metzinger devient un habitué du Bateau-Lavoir et s'oriente vers un cubisme analytique orthodoxe (Paysage, 1908-1909, Nu, 1910). Il publie également des poèmes, notamment dans la revue La poésie symboliste d'Apollinaire.  
Adepte de l'abbaye de Créteil où il fréquente le peintre Albert Gleizes, ses talents d'écrivain font de lui l'un des premiers à révéler à l'avant-garde les pratiques des Montmartrois, généralement absents lors des Salons. Dans son article Note sur la peinture de 1910, il note que Robert Delaunay, Henri Le Fauconnier, Georges Braque et Pablo Picasso « s'étaient dépouillés de la perspective traditionnelle et octroyés la liberté de tourner autour des objets ».
Il se dégage en 1911 de l'influence de Braque et de Picasso, et peint des toiles moins fragmentées (Le Goûter, 1911), avant de se livrer à une étude complexe du sujet, durant une phase où le sujet est présenté en mouvement et sous divers angles. Puis, entre 1914 et 1919, il perpétue cette étude de façon simplifiée au sein d'un armature géométrique hétérogène.
Par la fragmentation des objets et la volonté du peintre d'en montrer plusieurs faces grâce au pivotement des plans, l'art de Metzinger s'apparente au cubisme des pionniers de 1908-1910. Mais en restant préoccupé par le sujet anecdotique et par un système d'éclairage classique, il demeure attaché à l'art traditionnel. Par cet aspect, il se rapproche d'Albert Gleizes et il écrit avec lui l'ouvrage Du "Cubisme" (en). Adepte de la Section d'Or, il participe à l'exposition à la galerie de La Boétie et tente d'intégrer la notion de simultanéité dans ses œuvres. À partir de 1930, son approche devient plus classique, mais où se retrouvent toujours ses préoccupations sur la forme et le volume.
En 1908, il épouse Lucie Soubiron et en 1929, Suzanne Phocas. Il occupe différents postes d'enseignant, notamment à l'Académie de la Palette à Paris. Il peint une production abondante et est exposé dans de nombreuses galeries internationales. Jean Metzinger est considéré comme un des pionniers du cubisme.
Jean Metzinger meurt le 1er novembre 1956 à Paris.

## Œuvres

### Peinture
- Fleur rose dans un vase, 1902.
- Clairière, vers 1903.
- Marée Basse, vers 1904.
- Paysage, 1904.
- Paysage aux deux Cyprès, vers 1904.
- Bord de mer (The sea shore), vers 1904-1905.
- Le Château de Clisson, vers 1904-1905.
- Nature Morte, 1905.
- Jeune Fille au Fauteuil (Femme nue au chignon assise), 1905.
- Baigneuses : Deux nus dans un jardin exotique (en), 1905-1906.
- Coucher de soleil no 1 (en), 1906.
- Portrait de Delaunay, 1906.
- Femme au Chapeau (en), vers 1906.
- La Danse (en), vers 1906.
- Paysage coloré aux oiseaux aquatiques (en), 1906-1907.
- Baigneuses (en), vers 1908[8].
- Paysage, vers 1908-1909.
- Nu à la cheminée (en), 1910.
- Deux Nus (en), 1910-1911.
- Portrait d'Apollinaire, 1910.
- Madame Metzinger, vers 1911.
- Dame au décolleté, vers 1911.
- Le Goûter, 1911.
- Homme à la pipe (en), 1911-1912.
- Le Port (en), 1911-1912.
- La Femme au Cheval (en), 1911-1912[6].
- Le Port, 1912.
- Danseuse au café (en), 1912[6].
- Femme à l'Éventail (en), 1912.
- La Plume jaune, 1912[6].
- Au vélodrome, 1912.
- Les Baigneuses, 1912-1913[8].
- L'Oiseau bleu, 1912-1913.
- En Canot (en), 1913[6].
- Le Fumeur, vers 1913.
- Femme à l'Éventail (en), vers 1913.
- Femme et guitare, 1914.
- Paysage à la fenétre ouverte, 1915, musée d'Arts de Nantes.
- La Tireuse de cartes, 1915, musée des Beaux-Arts de Caen.
- Soldat au jeu d'échec, 1915-1916.
- Femme au miroir (en), 1916.
- Melon et compotier (en), 1916-1918.
- Table près de la fenêtre, 1917[11].
- Tricoteuse, 1919, huile sur toile, 116,5 × 81 cm[12].
- Le Bal Masqué, Carnaval à Venise, 1922.
- Arlequin, 1922-1923.
- Écuyère au cirque, 1927[13].
- Le Sphinx, vers 1928, Genève, Petit Palais
- Composition allégorique, 1928-1929.
- Nu au Soleil, 1935.
- Nu aux Hortensias, 1935.
- Nu Couché, 1946.
- Nature morte, Genève, Petit Palais.

### Publications
- Note sur la peinture, Paris, Pan, octobre-novembre 1910.
- « Cubisme et tradition », Paris Journal, 16 août 1911.
- Alexandre Mercereau, Vers et prose, 27 octobre-novembre 1911, p. 122-129.
- Du Cubisme, en collaboration avec Albert Gleizes, Paris, Édition Figuière, 1912.
- « Art et esthétique », Lettres Parisiennes, suppl. 9, avril 1920, p. 6-7.
- « Réponse à notre enquête - Où va la peinture moderne ? », en collaboration avec Fernand Léger, Bulletin de l'Effort moderne, février 1924, p. 5-6.
- « L'Évolution du coloris », Bulletin de l'Effort moderne, Paris, 1925.
- « Enquête du bulletin », Bulletin de l'Effort moderne, octobre 1925, p. 14-15.
- « Metzinger, Chabaud, Chagall, Gruber et André Mouchard répondent à l'enquête des Beaux-Arts sur le métric », Beaux-Arts, 2 octobre 1936, p. 1.
- Un souper chez G. Apollinaire, Paris, Apollinaire, 1946.
- Écluses, préface par Henri Charpentier, Paris, G.L. Arlaud, 1947.
- 1912-1946, nouvelle édition de Du Cubisme, A. Gleizes and J. Metzinger, Paris, Compagnie française des Arts Graphiques, 1947.
- « Le Cubisme apporta à Gleizes le moyen d'écrire l'espace », Arts spectacles, no 418, juillet 1953, p. 3-9.
- Structures de peinture, Structure de l'esprit, Hommage à Albert Gleizes, Lyons, Atelier de la Rose, 1954.  — Avec des essais, des déclarations et des fragments d'œuvres de Gleizes, Metzinger, André Beaudin, Gino Severini, etc.
- Suzanne Phocas, Paris, galerie de l'Institut, février 1955.
- Le Cubisme était né. Souvenirs de Jean Metzinger, Chambéry, Éditions Présence, 1972.

### Archives
Une partie des archives de Bozena Nikiel, documentant l'œuvre de Jean Metzinger, est conservée à Paris à l'Institut national d'histoire de l'art.